# Хелена (тауншип, Миннесота)
Хелена (англ. Helena) — тауншип в округе Скотт, Миннесота, США. На 2000 год его население составило 1440 человек.

## География
По данным Бюро переписи населения США площадь тауншипа составляет 90,0 км², из которых 86,7 км² занимает суша, а 3,2 км² — вода (3,54 %).

## Демография
По данным переписи населения 2000 года здесь находились 1440 человек, 450 домохозяйств и 391 семья.  Плотность населения —  16,6 чел./км².  На территории тауншипа расположено 463 постройки со средней плотностью 5,3 построек на один квадратный километр. Расовый состав населения: 98,33 % белых, 0,35 % коренных американцев, 0,35 % азиатов, 0,49 % — других рас США и 0,49 % приходится на две или более других рас. Испанцы или латиноамериканцы любой расы составляли 1,39 % от популяции тауншипа.
Из 450 домохозяйств в 48,7 % воспитывались дети до 18 лет, в 80,4 % проживали супружеские пары, в 3,8 % проживали незамужние женщины и в 12,9 % домохозяйств проживали несемейные люди. 10,4 % домохозяйств состояли из одного человека, при том 4,0 % из — одиноких пожилых людей старше 65 лет. Средний размер домохозяйства — 3,16, а семьи — 3,41 человека.
34,7 % населения — младше 18 лет, 5,4 % — в возрасте от 18 до 24 лет, 29,2 % — от 25 до 44, 21,7 % — от 45 до 64, и 9,0 % — старше 65 лет. Средний возраст — 36 лет. На каждые 100 женщин приходилось 101,4 мужчин.  На каждые 100 женщин старше 18 приходилось 106,4 мужчин.
Средний годовой доход домохозяйства составлял 64 250 долларов, а средний годовой доход семьи —  66 591 доллар. Средний доход мужчин —  43 235  долларов, в то время как у женщин — 30 000. Доход на душу населения составил 23 059 долларов. За чертой бедности находились 2,9 % семей и 3,8 % всего населения тауншипа, из которых 1,5 % младше 18 и 9,1 % старше 65 лет.